# Island (novela visual)
Island (アイランド Airando?) es una novela visual japonesa desarrollada por Front Wing. Fue lanzado el 28 de abril de 2016 para Windows. Más tarde fue portado a PlayStation Vita y PlayStation 4 por Prototype. Una versión inglesa de la novela visual fue lanzada en Steam en agosto de 2018. Una adaptación de la serie de televisión de anime de 12 episodios por Feel, fue transmitida entre julio y septiembre de 2018.

## Jugabilidad
Island es una novela visual romántica en la que el jugador asume el papel de Setsuna Sanzenkai. Gran parte del juego se dedica a leer la narrativa y el diálogo de la historia. El texto en el juego está acompañado por sprites de personajes, que representan con quién está hablando Setsuna, sobre el arte de fondo. A lo largo del juego, el jugador se encuentra con ilustraciones de CG en ciertos puntos de la historia, que toman el lugar del arte de fondo y los personajes. El juego sigue una línea de trama ramificada con múltiples finales, y dependiendo de las decisiones que tome el jugador durante el juego, la trama avanzará en una dirección específica.
Hay tres líneas principales de la trama que el jugador tendrá la oportunidad de experimentar, una para cada heroína. A lo largo del juego, el jugador tiene múltiples opciones para elegir, y la progresión del texto se detiene en estos puntos hasta que se realiza una elección. Algunas decisiones pueden hacer que el juego termine prematuramente, lo que ofrece un final alternativo a la trama. Para ver todas las líneas de la trama en su totalidad, el jugador tendrá que volver a jugar el juego varias veces y elegir diferentes opciones para llevar la trama a una dirección alternativa

## Personajes

### Personajes principales
Setsuna Sanzenkai (三千界 切那 Sanzenkai Setsuna?)
Seiyū: Tatsuhisa Suzuki
Un hombre que apareció desnudo en la playa de la isla, perdió sus recuerdos. Se convierte en un sirviente de la familia Ohara, pero debido a la muerte de Rinne, utiliza una máquina de "sueño frío" desarrollada por la madre de Karen para ir al futuro.
Rinne Ohara (御原 凛音 Ohara Rinne?)
Seiyū: Yukari Tamura[5] (japonés); Jad Saxton[4] (inglés)
La serie' heroína principal,  es una miembro  del Ohara familiar cuál es influyente en la isla. Debido a una experiencia  tenga hace varios años, ella normalmente estancias en su familia  manor y raramente salió hasta que  conozca Setsuna.
Karen Kurutsu (枢都 夏蓮 Kurutsu Karen?)
Seiyū: Kana Asumi
La hija del alcalde de la isla. Anteriormente fue abandonada por su madre, que se había convertido en científica en el continente y más tarde murió en circunstancias misteriosas. Debido a esto, ella se enamora del continente, particularmente después de haberla visitado con su madre durante su infancia.
Sara Garando (伽藍堂 紗羅 Garandō Sara?)
Seiyū: Rie Murakawa[5] (juego), Hibiku Yamamura[6] (anime) (japonés); Dani Cuartos (ingleses)[4]
La miko de la isla. Inicialmente creía que sus padres murieron en un incendio cinco años antes del comienzo de la historia, aunque se revela que su madre aún está viva y que trabaja como enfermera en una clínica. También creía que sus padres venían del futuro debido a una marca en su cuerpo, aunque se revela que la marca estaba marcada en ella cuando era joven, como parte de las tradiciones de su familia.

### Otros Personajes
Kuon Ohara (御原 玖音 Ohara Kuon?)
Seiyū:  Rina Satō
Taro Harisu (播守 太郎 Harisu Tarō?)
Seiyū: Takamasa Mogi
Moritsugu Kurutsu (枢都 守継 Kurutsu Moritsugu?)
Seiyū: Mitsuru Ogata
Subaru Kurutsu (枢都 守春 Kurutsu Subaru?)
Seiyū: Kengo Kawanishi
Kenji Morisu (森須 賢治 Morisu Kenji?)
Seiyū: Shinya Fukumatsu
Momoka Yamabuki (山吹 桃香 Yamabuki Momoka?)
Seiyū: Ai Kakuma
Mei Tandori (反取 芽衣 Tandori Mei?)
Seiyū: Yui Nakajima
An Hatoma (鳩間 杏 Hatoma An?)
Seiyū: Tomoyo Takayanagi
Emiri Sunada (砂田 笑里 Sunada Emiri?)
Seiyū: Takako Tanaka

## Desarrollo y lanzamiento
Desarrollado por el estudio de novela visual Front Wing, Island fue producido por Ryuichiro Yamakawa, con G.O. escribiendo el escenario. La dirección de arte y el diseño de personajes fueron proporcionados por Yōsai Kūchū. El arte de fondo es proporcionado por Magnum y Cre-p. La música del juego fue compuesta por Hijiri Anze. Calificado para todas las edades, el personal de desarrollo clasifica el juego como un "cuento de hadas momentáneo y eterno" (una つ な し し Setsuna to eien no otogibanashi). Front Wing lanzó el juego para Windows el 28 de abril de 2016. Prototype lanzó una versión para PlayStation Vita el 23 de febrero de 2017 y lanzó un puerto para PlayStation 4 el 28 de junio de 2018. Una versión en inglés de la novela visual fue lanzada en Steam el 24 de agosto de 2018, y Frontwing declaró que estaban considerando lanzarla en otras plataformas.
La isla tiene tres temas musicales: un tema de apertura y dos temas finales. El tema inicial es "El cuento del viajero", cantado por Riya de Eufonius, el primer tema final es "Presente" (ト レ ゼ ン ト Purezento), cantado por Chata, y el segundo tema final es "Kimi ga Ita" (き み が が い い た) por Eufonius

## Adaptaciones

### Manga
NyaroMelon y Front Wing publicaron un crossover de manga de tira cómica de dos capítulos y dos paneles con el manga Berlin wa Kane de NyaroMelon, titulado Island x Berlin wa Kane (『ISLAND ×『 は 鐘 鐘 』ISLAND × Berurin wa Kane), en el campeón de Akita Shoten Tappu! Sitio web entre el 7 y el 21 de abril de 2016. Una adaptación de manga de dos capítulos de Naoya Yao fue serializada en la revista Cosplay Channel de Simsum Media del 21 de abril al 11 de julio de 2016.

### Anime
Una adaptación de la serie de televisión de anime de 12 episodios, dirigida por Keiichiro Kawaguchi en Feel, se emitió del 1 de julio al 16 de septiembre de 2018 en Tokyo MX y otros canales. Naruhisa Arakawa maneja la composición de la serie, Akiyuki Tateyama maneja la música y Kousuke Kawamura diseña los personajes. El tema de apertura es "Eien no Hitotsu" (永遠 の ひ と) interpretado por Yukari Tamura, y la canción del tema final es "Eternal Star" interpretada por Asaka. Crunchyroll está transmitiendo la serie, y también fue transmitido por Funimation con un doblaje en inglés.
Aunque originalmente se había anunciado que Rie Murakawa regresaría a su papel de Sara en el juego, el personaje fue refundido tras las disputas sobre el guion entre la agencia de Murakawa, Haikyo, el comité de producción y el personal. Los cambios solicitados por Haikyo habrían requerido cambios en las secuencias animadas ya completadas y el guion, y, según el comité de producción, habría afectado la naturaleza de algunos personajes, así como la calidad de la animación y el anime en general. Debido a esto, Haikyo envió a la producción una lista de actores sugeridos que podrían reemplazar a Murakawa, y al final, se eligió a Hibiku Yamamura.